# John Middleton (político)
John Middleton (1870 – 5 de noviembre de 1954) fue un administrador colonial del Reino Unido. Sirvió como gobernador del territorio británico de ultramar de las Islas Malvinas, reclamadas por Argentina, entre 1920 y 1927.

## Biografía
Middleton se unió a la Colonial Office en 1901, sirviendo en el sur de Nigeria durante seis años como funcionario subalterno antes de pasar a Mauricio hasta 1920 cuando fue promovido a gobernador de las Islas Malvinas (1920-1927), Gambia (1927-1928) y Terranova, desde 1928 a 1932.
Fue Gobernador del Dominio de Terranova (en la actual Canadá) durante un período de aguda crisis política que se vio agravada por la Gran Depresión. En 1932, se le pidió que investigue las denuncias de que el primer ministro de Terranova, Sir Richard Squires, había falsificado minutos del gabinete en un intento de encubrimiento de pruebas de corrupción que involucró a su gobierno. Middleton concluyó que no había evidencia de manipulación, provocando protestas fuera de su despacho el 5 de abril de 1932,  que ayudó a derrocar al gobierno de Squires. Middleton se retiró de la vida pública después de su cargo en Terranova y regresó a Inglaterra donde falleció en 1954.